# Splunk
Splunk ist ein Softwareunternehmen mit Hauptsitz in San Francisco und weltweit 27 Niederlassungen und ist seit März 2024 eine Tochtergesellschaft von Cisco. Es wurde 2003 gegründet und beschäftigt weltweit etwa 8.000 Mitarbeiter. Der Begriff „Splunk“ bezieht sich auf die Datenanalyse von unbekannten und unstrukturierten Informationen in Anlehnung an den englischen Begriff „spelunking“ (Höhlenforschung).
Splunk ist eine Log-, Monitoring- und Reporting-Plattform, die Daten zugänglich und nutzbar macht, indem Logs, Metriken und weitere Daten von Applikationen, Servern und Netzwerkgeräten durchsucht und in ein durchsuchbares Repository indiziert werden. Dort lassen sich Grafiken, Reports und Warnmeldungen generieren.

## Geschichte
Michael Baum, Rob Das und Erik Swan gründeten das Unternehmen Splunk Inc im Jahr 2003. Es gibt Beteiligungen von August Capital, Seven Rosen, Ignition Partners und JK&B Capital an dem Unternehmen.
2007 nahm das Unternehmen 40 Millionen US-Dollar auf und verzeichnete 2009 erstmals Gewinne. Seit 2012 werden Splunk-Aktien unter dem Wertpapierkennzeichen SPLK an der NASDAQ gehandelt.
Im September 2013 erstand Splunk das Datenanalyse-Unternehmen Bugsense, das sich auf Mobilgeräte spezialisiert. Im Juli 2015 kaufte Splunk für 190 Millionen US-Dollar das Cybersecurity Startup-Unternehmen Caspidia. Im Oktober 2015 ging Splunk eine „Cybersecurity-Allianz“ mit Booz Allen Hamilton Inc., einem Sicherheitsdienstleister der US-Regierung, ein, um gemeinsam Cyber-Bedrohungen zu erkennen und Intelligence-Analysis-Techniken anzubieten.
2016 verpflichtete sich Splunk, über einen Zeitraum von zehn Jahren Software und Support im Wert von 100 Millionen US-Dollar an Non-Profit-Organisationen und Schulen zu spenden. 2020 kaufte Splunk die beiden Datenanalyse-Startups Plumbr und Rigor.
Im September 2023 gab Cisco bekannt, dass es Splunk für 28 Milliarden Dollar übernehmen wolle. Die Übernahme wurde im März 2024 abgeschlossen.